# Форголань
Форголань (укр. Форголань, венг. Forgolány) — село в Пийтерфолвовской общине Закарпатской области Украины.
Население по переписи 2001 года составляло 890 человек. Почтовый индекс — 90354. Телефонный код — 03143. Занимает площадь 3,841 км². Код КОАТУУ — 2121284103.

## История
В 1946 году указом ПВС УССР село Форголаны переименовано в Девичное.
В 2000 году селу возвращено историческое название.

## Местный совет
90354, с. Пийтерфолво, вул. Раковці, 137